# حسن ساني
حسن ساني (بالملايوية: Hassan Sani) هو لاعب كرة قدم ماليزي في مركز الهجوم، ولد في 12 مارس 1958 في لابوان في ماليزيا. شارك مع منتخب ماليزيا لكرة القدم. أما مع النوادي، فقد لعب مع نادي صباح.